# لوکاس کلوسترمن
لوکاس کلوسترمن (انگلیسی: Lukas Klostermann؛ زادهٔ ۳ ژوئن ۱۹۹۶) یک بازیکن فوتبال اهل آلمان است که در پست مدافع برای باشگاه لایپزیگ در بوندس‌لیگا بازی می‌کند.
از باشگاه‌هایی که در آن بازی کرده‌است می‌توان به بوخوم اشاره کرد.